# Nora Springs (Iowa)
Nora Springs est une ville des comtés de Cerro Gordo et Floyd, en Iowa, aux États-Unis, en bordure de la rivière Shell Rock (en). Elle est incorporée le 18 septembre 1874.

## Source de la traduction
- (en) Cet article est partiellement ou en totalité issu de l’article de Wikipédia en anglais intitulé « Nora Springs, Iowa » (voir la liste des auteurs).